# Hetzles
Hetzles er en kommune i Landkreis Forchheim i Regierungsbezirk Oberfranken i den tyske delstat Bayern. Den er en del af Verwaltungsgemeinschaft Dormitz. I kommunen er der landsbyerne Dormitz Hetzles og Honings.

## Geografi
Hetzles ligger mellem Nürnberg og Bamberg med ca. 30 kilometers afstand til begge byer.
Kommunen ligger ved udkanten af Fränkische Schweiz neden for bjerget Hetzlas, og er også kendt som Kirschendorf (Kirsebærbyen).

### Nabokommuner
Nabokommuner er (med uret fra nord):

Effeltrich, Kunreuth, Igensdorf, Neunkirchen am Brand, Langensendelbach